# Bill Owens (Fotograf)
Bill Owens (* 25. September 1938 in San José, Kalifornien) ist ein US-amerikanischer Fotograf, auch Pressefotograf, Brauer und Editor. Er lebt in Hayward, Kalifornien, erhielt 1976 ein Guggenheim-Stipendium und ist zweifacher National-Endowment-for-the-Arts-Gewinner. Owens ist vor allem durch seine Vorort-Fotografien, die häusliche Szenen aus dem East Bay bei San Francisco zeigen, bekannt. Er veröffentlichte die Fotos 1973 in seinem Buch Suburbia. Laut New York Times ist „Bill Owens […] einer der überaus wenigen Fotografen, der Bilder von Menschen in den Vororten in einem großen Umfang geschossen hat. Es gibt eine sehr große Anzahl an Fotografen, die durch Fotos in Städten ihr Ansehen gewannen und eine kleinere, aber beeindruckende Anzahl Menschen, die ihr Namen durch Studien in ländlichen Gemeinschaften bekannt machten, aber Herr Owens wird als einziger mit dem Vorotleben in den Trakt-Wohnsiedlungen, in denen 60 Millionen Amerikaner in den Jahrzehnten nach dem Zweiten Weltkrieg lebten, assoziiert“.

## Biografie
Owens wurde am 25. September 1938 in San José, Kalifornien, geboren. 1973 veröffentlichte er das Fotobuch Suburbia, in dem Bilder des amerikanischen Vorortslebens der Stadt Livemore, Kalifornien, in der Owens zu der Zeit lebte, gezeigt werden. Die Los Angeles Times schreibt, dass das Buch „Mitleid, Verachtung, Lacher und Selbsterkenntnis erweckt. Owens Einfluss war enorm während der 1970er-Jahre, vor allem in Bezug auf die Art der Porträtierung der Mittelklasse“. Im Jahr 2001 wurde Suburbia in Andrew Roths THE BOOK OF 101 BOOKS: Seminal Photographic Books of the Twentieth Century aufgenommen.
Owens veröffentlichte auch andere Fotobücher und seine Fotografien wurden auch international ausgestellt und sind in zahlreichen Sammlungen vorhanden, darunter in Museum of Modern Art, Berkeley Art Museum, Los Angeles County Museum of Art, San Francisco Museum of Modern Art, Los Angeles Museum of Contemporary Art, San Jose Museum of Art und dem J. Paul Getty Museum in Los Angeles.
Owens ist ein Zeitgenosse der Fotografen Mary Ellen Mark, William Eggleston, Joel Sternfeld, Stephen Shore und Lee Friedlander.
Owens gründete 1983 die Buffalo Bill’s Brewery in Hayward, eine der ersten Brauhäuser Kaliforniens seit der amerikanischen Prohibition.
2003 gründete Owens das American Distilling Institute, eine professionelle Mitgliedschaftsorganisation und Verlagshaus „zur Förderung und Verteidigung der Kunst und des Unternehmens des Destillier-Handwerks.“ Als Präsident von ADI wurde Owens einer der führenden Sprecher der Bewegung des Handwerks Destillieren.

## Veröffentlichungen
- 1973 Suburbia
- 1975 Our Kind of People: American Groups and Rituals
- 1977 Working: I Do It For the Money
- 2005 Leisure
- 2014 The Village:  Bill Owens – Jamaica Peace Corps Photographs 1964–66, mit einer Einführung von Victoria Sheridan. Nachwort von Geir Jordahl. Eds. Geir Jordahl, Kate Jordahl, und John Thacker